# 渡辺雅隆
渡辺 雅隆（わたなべ まさたか、1959年4月24日 - ）は、日本の新聞記者、実業家。朝日新聞社の元代表取締役社長。公益財団法人日本対がん協会理事、日本高等学校野球連盟最高顧問。

## 経歴
- 1959年 - 千葉県出身
- 1982年 - 千葉大学人文学部法経学科（法律専攻（現・法政経学部））卒業。大学在学中は行政法を研究[1]。卒業後、朝日新聞入社（鳥取支局員）
- 1989年 - 同社大阪本社・社会部員
- 1998年 - 同社京都支局次長
- 1999年 - 同社広報室幹事
- 2001年 - 同社大阪本社・社会部次長
- 2004年 - 同社大阪本社・生活文化部長
- 2006年 - 同社大阪本社・社会部長
- 2008年 - 同社管理・労務担当補佐
- 2009年 - 同社社長室長補佐
- 2010年 - 同社大阪本社・編集局長
- 2012年 - 同社管理本部長
- 2013年 - 同社取締役（管理・労務・年金改革・コンプライアンス担当）
- 2014年
  - 同社取締役（管理・労務・WLB・コンプライアンス担当）
  - 12月5日、同社代表取締役社長に就任[2]
- 2021年
  - 3月31日 - 同社代表取締役社長を退任[3]。
  - 6月24日 - 同社取締役を退任[3]。

## 人物
- 2014年12月に、吉田調書問題や従軍慰安婦問題を巡る一連の捏造・誤報の責任をとる形で辞任した木村伊量の後を受け、飯田真也（飯田は代表取締役会長に就任）とともに朝日新聞社の代表取締役に就任した。「朝日の参議院」と言われ、社長は出ないとされた社会部出身の社長となった。

- 同年12月5日に就任記者会見が行われた。この会見において、「慰安婦報道の最初は大阪社会部だと思いますが、渡辺社長はこのとき関わっていたか？」という記者からの質問に対しては、当時大阪社会部に所属していた渡辺は「関わっていない。」と回答をしている[4]。

- 雑誌のインタビューで、大阪本社時代に橋下徹 大阪府知事を目の当たりにし、「さすがテレビの世界にいただけのことはある。なかなかの人が出てきたな」という印象を受けたと述べている[5]。

- 2020年11月13日に開かれた労組との会合で、6年間で朝日新聞の発行部数が185万部減少し、2020年度決算が創業以来の約170億円という大赤字に陥る見通しとなったことなどの経営責任を取って、2021年春に退任する意向を示唆した[6]。2021年4月1日付で中村史郎副社長が後任の社長に就任した。